# Oasi Lago di Campolattaro
L'Oasi Lago di Campolattaro è un'area protetta dal WWF Italia nata nel 2003 per tutelare l'ecosistema della zona umida creata dalla piana alluvionale nella valle del fiume Tammaro e dal lago artificiale nel territorio dei comuni di Campolattaro e Morcone, in provincia di Benevento. L'oasi fa parte della Zona di Protezione Speciale Invaso del Fiume Tammaro (ZPS IT8020015) e si trova all'interno del sito di interesse comunitario Alta Valle del Fiume Tammaro (SIC IT8020001). L'ingresso dell'Oasi è sulla strada provinciale 100, in Località Selvapiana, Contrada Cuffiano, a Morcone.